# 東福寺 (豊島区)
東福寺（とうふくじ）は、東京都豊島区にある真言宗豊山派の寺院。

## 概要
創建年代は不明である。1562年（永禄5年）、良賢によって中興された。元々は現在の文京区大塚に位置していたが、1691年（元禄4年）に現在地に移転した。明治初期に、大塚天祖神社の別当寺だった「福蔵寺」を合併した。
山門脇に、十羅刹女を祀る「十羅刹女堂」がある。これは元々、大塚天祖神社にあった小堂であったが、明治初期の神仏分離で別当寺の福蔵寺に移され、福蔵寺の合併で東福寺に移されたものである。

## 墓所等
- 国友善庵（水戸藩の儒者）
藤田幽谷の弟子で、弘道館の教授となった[2]。
- 戸崎淡園（守山藩の儒者）
- 遅塚九二八久徳甲冑図碑
遅塚九二八は微禄の武士の身であったが、30年間にわたる節約の結果、立派な甲冑を購入し、有事に備えることができた。子々孫々にわたるまで、武士としての心構えを伝えたいという意図から、1824年（文政7年）に建てられた[2]。

## 交通アクセス
- 大塚駅より徒歩10分。

## 関連文献
- 斎藤長秋 編「巻之四 天権之部 十羅刹女堂」『江戸名所図会』 3巻、有朋堂書店〈有朋堂文庫〉、1927年、31-33頁。NDLJP:1174157/20。